# هیرادو (ناگاساکی)

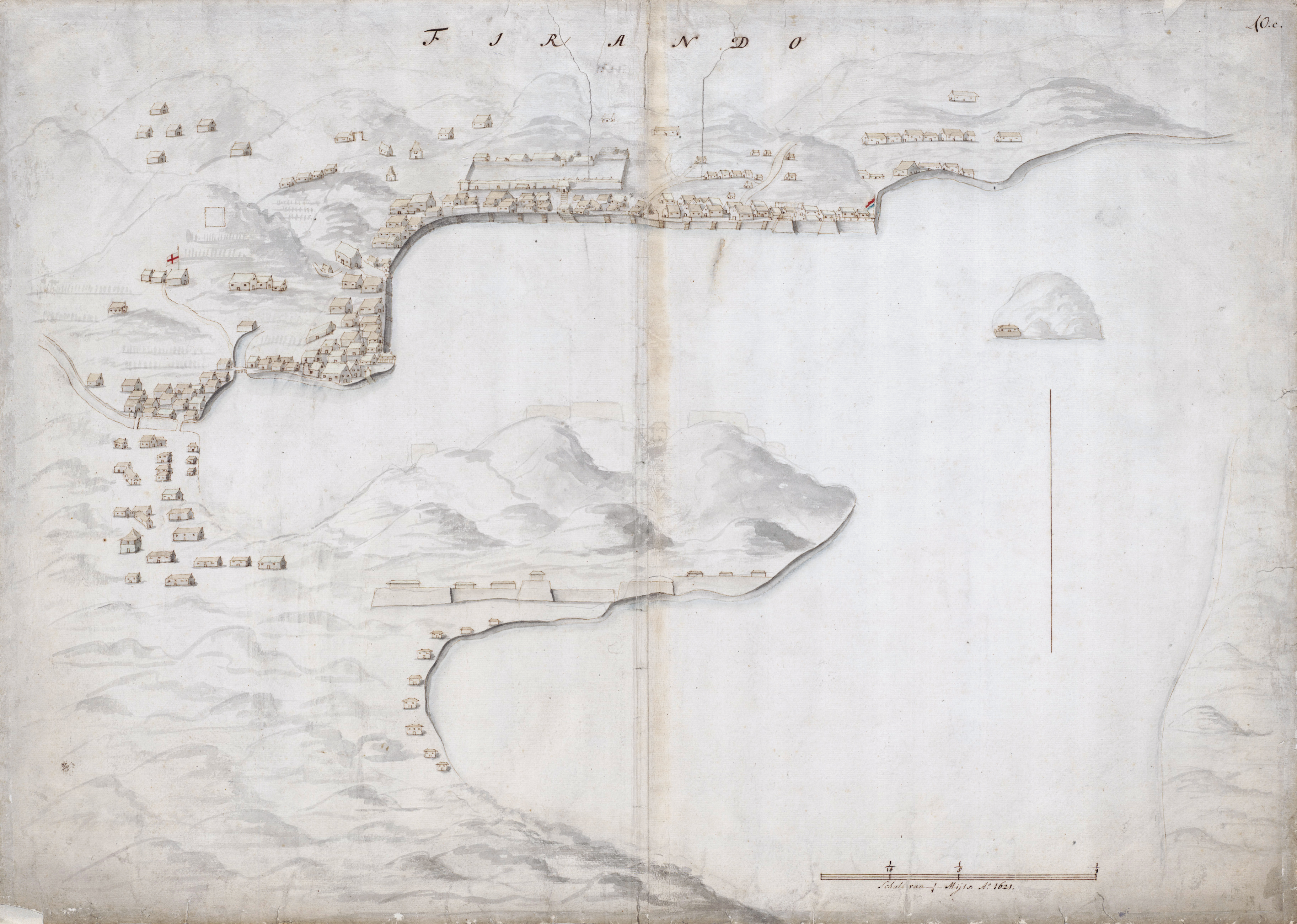
خلیج هیرادو در سال ۱۶۲۱. سمت راست در خط ساحلی، منطقه تجاری کمپانی هند شرقی هلند با پرچم قرمز-سفید-آبی :پرچم هلند مشخص شده‌است. در سمت چپ، پشت خط ساحل، پرچمی سفید با صلیب سرخ، صلیب سنت جورج انگلستان در منطقه تجاری کمپانی هند شرقی بریتانیا

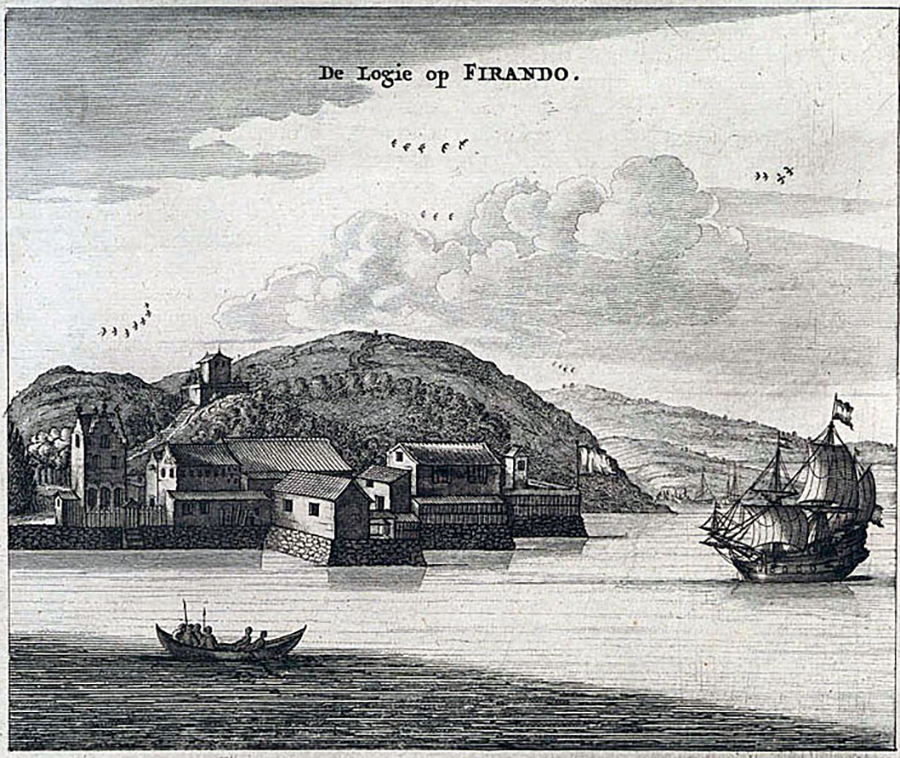
کمپانی هند شرقی هلند در هیرادو (در اینجا نشان داده شده) گفته می‌شود که بسیار بزرگتر از کمپانی هند شرقی بریتانیا بوده‌است. حکاکی قرن ۱۷.

هیرادو در استان ناگاساکی در کشور ژاپن واقع شده‌است که دارای جمعیت ۳۶٬۷۸۵ نفر و مساحت ۲۳۵٫۶۳ کیلومتر مربع با تراکم جمعیت ۱۵۶ نفر در کیلومترمربع است و در تاریخ ۱ اکتبر ۲۰۰۵ به عنوان شهر شناخته شد.

## نگارخانه

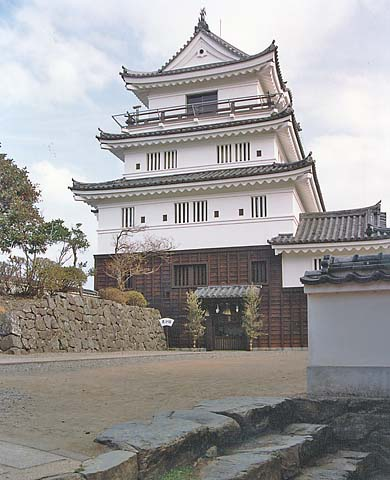
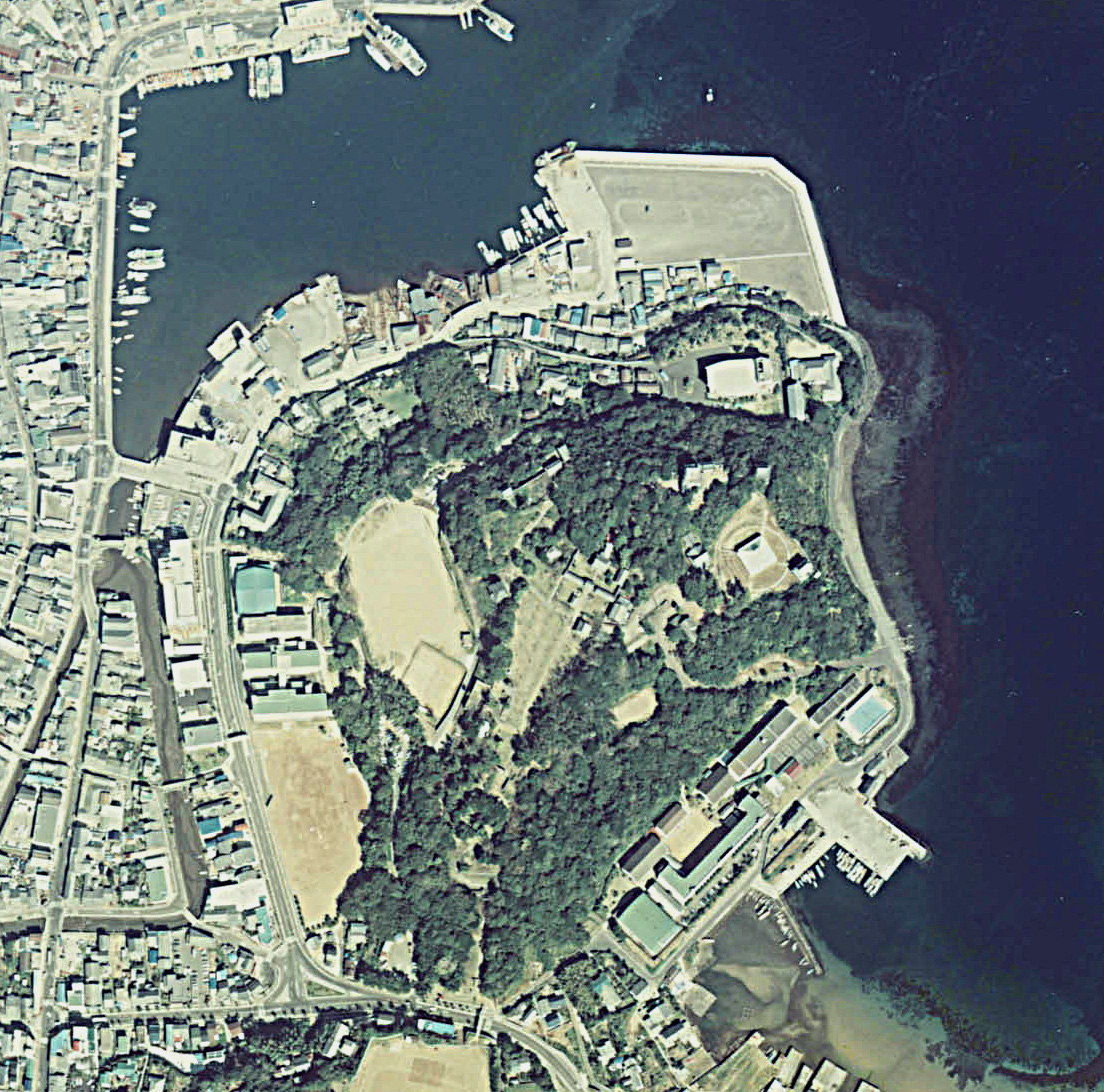
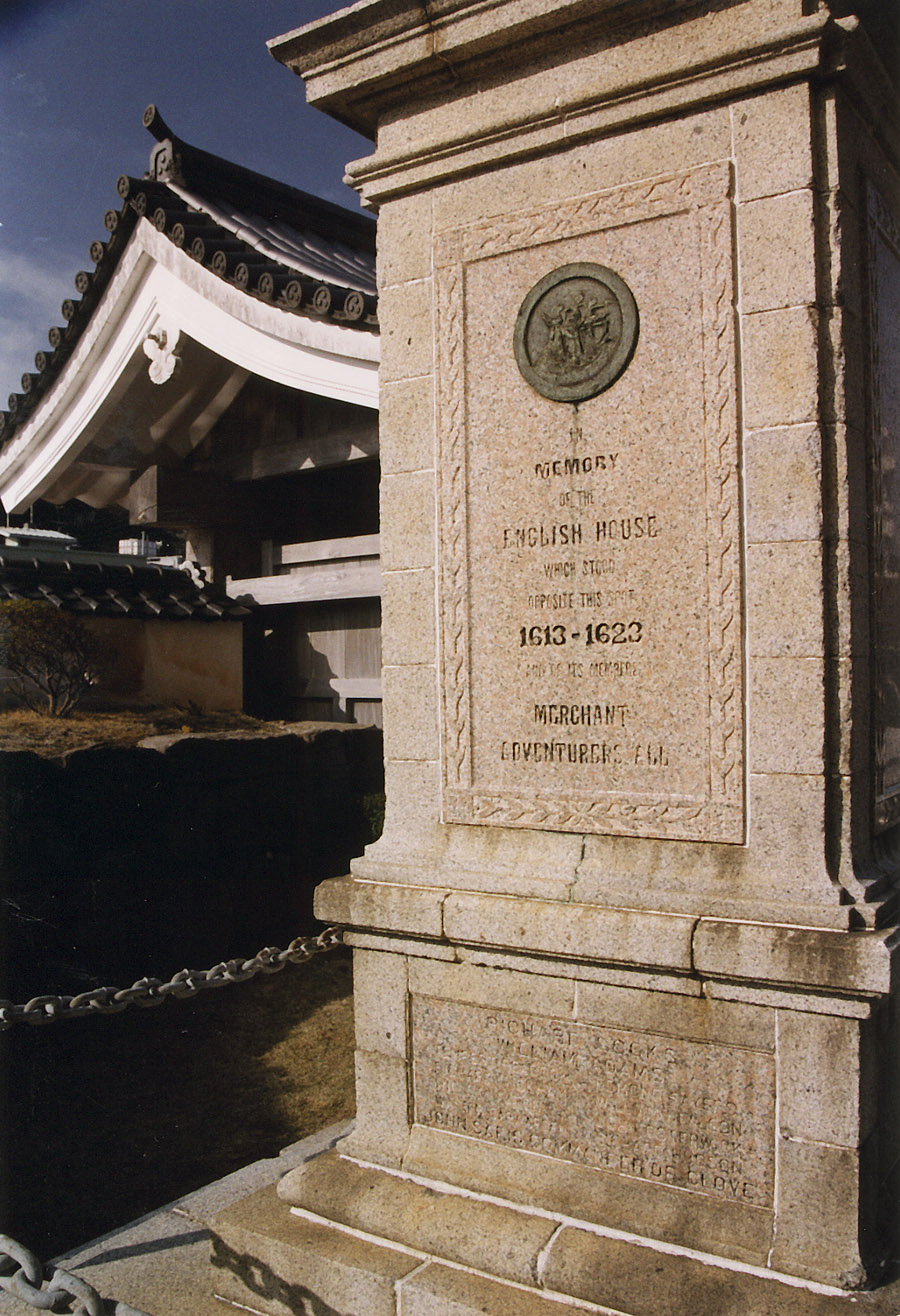
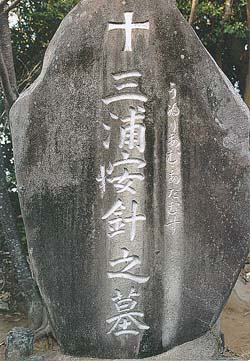